# 无法触碰 (法国电影)
- 關於Untouchable的其他意思，請見「Untouchable」。
- 關於逆轉人生的其他意思，請見「逆轉人生」。

《逆轉人生》（法語：Intouchables），是一部2011年由奥利维·那卡什与艾力克·托勒达诺导演的法语影片，改编自一名法国富翁的自传《第二次呼吸》（法語：Le second souffle），于2011年11月2日在法国上映，2012年3月30日在台灣上映，2012年9月6日在香港上映。本片被阿根廷翻拍成電影《形影不離》。本片於2018年被美國翻拍成電影《活個精彩》。
影片根据2004年的一部纪录片中所纪录的真实故事改编而成。

## 剧情
在跳傘運動事故后，富有的大亨菲利普頸部以下身體癱瘓，只能坐在輪椅，因此他雇了黑人青年德里斯來當作看護。两个世界相互碰撞、融合，于是一段不可思议的、奇妙的友情诞生了。

## 角色

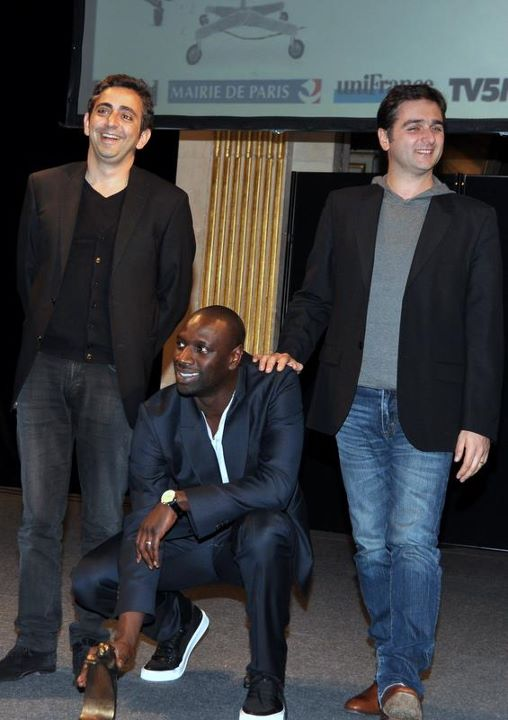
导演艾力克·托勒达诺、奥利维·那卡什和主演歐馬·希出席2012年盧米埃獎颁奖典礼

- 佛朗索瓦·克魯塞 飾演 菲利普（Philippe）
- 歐馬·希 飾演 德里斯（Driss）
- 奧黛麗·弗魯羅（法语：Audrey Fleurot） 飾演 Magalie
- 可洛蒂德·莫勒（法语：Clotilde Mollet） 飾演 Marcelle
- 安·勒·尼（法语：Anne Le Ny） 飾演 Yvonne
- 雅柏·貝露琪 飾演 Elisa
- 西里爾·門迪（法语：Cyril Mendy） 飾演 Adama
- 克里斯提安·阿梅里（法语：Christian Ameri） 飾演 Albert
- 葛雷瓜爾·歐斯泰曼（法语：Grégoire Oestermann） 飾演 Antoine
- 瑪麗-勞爾·德庫魯瓦（Marie-Laure Descoureaux） 飾演 Chantal
- 阿布薩·迪亞努·圖雷（Absa Dialou Toure） 飾演 Mina
- 薩利馬塔·卡馬特（Salimata Kamate） 飾演 Fatou
- 鲁多维科·伊諾第 飾演 Music

## 荣誉
- 第24屆東京國際電影節
  - 最佳影片金麒麟獎
  - 最佳男演員獎（2人）：佛朗索瓦·克魯塞、歐馬·希
- 法国凱撒電影獎
  - 最佳男演员奖：歐馬·希（第一位获得该荣誉的非裔人士）
- 第36届日本電影金像獎
  - 最佳外语片

## 評價
- 美國資深影評人羅傑·艾伯特給予兩顆半星(最高四顆)，他說：「這類型故事已經被無數次改編成電影。有時角色的演繹可以掩蓋劇本的不足。的人物和故事更加合理。」[3]
- 頭條日報的思慧說：「兩個風馬牛不相及，一黑一白，一富一窮的主與僕一拍即合，秒秒生活在笑聲之中，觀眾速被感染，笑意中感受到強烈的溫馨感，讓我覺得好溫暖。」[4]
- 香港蘋果日報的黃國兆說：「《閃亮人生》說的也是人生的苦澀，因跳傘意外的富豪，頸項以下全身癱瘓，情況令人想起《潛水鐘與蝴蝶》的雜誌編輯，同樣是感人的真實個案。但影片並不悲情，反而是喜劇效果非常突出的寫實劇。[5]男主角Omar Sy和Francois Cluzet的一黑一白演繹，是法國銀幕上從未見過的精采組合。[6]兩位導演看來都是外來移民的後代，在處理種族、文化、階級分野上態度相當持平，並不存在種族歧視的情緒。」[7]
- 頭條日報的祈佳仕說：「本片的劇情不是高潮迭起的類別，而是憑著兩名性格真摰可愛的人物，加上兩位出色的演員，帶起了整部電影的氣氛和推進劇情，讓觀眾深深被二人的情誼所打動。」[8]
- 東方日報的陳俊偉說：「幸好《閃亮人生》並不是一味硬繃繃的煽情片，而是集輕鬆、幽默、哀傷、痛苦、感性、動人於一身，雖不算是驚天動地的大傑作，卻是由始至終看得愜意的悲喜劇。」[9]
- 都市日報的熊秉文說：「假若你以為《大藝術家》是法國近年最精采的電影，我想跟你說，真正好看的法國電影其實多的是。這部同樣在去年大出風頭的《閃亮人生》，比起前者更值得欣賞，也更耐看。」[10]
- AM730的羔羊說：「電影由始至終勵志得很，充滿正面描寫的段落其實細膩動人，可電影看罷，始終感覺欠缺令人深刻的筆觸。」[11]
- 香港爽報的尋真給予4個讚(最高5個)，他說：「電影不矯情造作，加上種族融和的調子，都令本片成為經得起細味的勵志佳作。」[12]
- 頭條日報的葉念琛說：「《閃》片的動人之處，是他不以勵志的格局去說一個勵志故事，他甚至沒有機關算盡去設計一個賺人熱淚的感動位，但兩個男主角的友情，從生活細節裏細細累積。」[13]

## 票房
影片在全球各地累计收获3亿多美元的票房，成为法国电影史上第二卖座影片（第一位是2008年的《欢迎来到北方》）。